# Пенелопа Дуглас
Пенелопа Дуглас (англ. Penelope Douglas; нар. 1 лютого 1977) — сучасна американська письменниця, авторка бестселерів за версією New York Times, USA Today та Wall Street Journal. Працює в жанрі сучасної любовної та романтичної прози. Її книги перекладені дванадцятьма мовами й охоплюють цикли «Devil's Night», «Fall Away», «Hellbent», а також самостійні романи «Панк 57», «Misconduct», «Birthday Girl», «Credence» та «Tryst Six Venom».

## Життєпис
Пенелопа Дуглас народилася 1 лютого 1977 року в місті Дюбюк, штат Айова, в багатодітній сім'ї. Письменниця є старшою з п'яти дітей. Закінчила Університет Північної Айови зі ступенем бакалавра за фахом «Державне управління». Після цього здобула ступінь магістра зі спеціальності «Педагогіка» в Університеті Лойола в Новому Орлеані. Пенелопа довгий час працювала вчителем, проте згодом повністю присвятила себе письменницькій діяльності. Зараз живе в Лас-Вегасі.

## Творча діяльність
Свою письменницьку кар'єру Пенелопа Дуглас розпочала в 2013 році, коли з'явилась її дебютна книга — роман «Агресор». Історія розповідає нам про складні й заплутані стосунки головної героїні з її найкращим другом. Донедавна вони були не розлий вода, проте за мить все змінилось. Найкращий друг раптово перетворився на запеклого ворога, що прагне зробити її життя нестерпним. Героїня опиняється в центрі пліток, насмішок і жорстоких жартів. Щоб втекти від цього жахіття, вона вирішує провести рік у Франції. І ось приходить час повертатись додому, але тепер головна героїня вже далеко не наївний підліток, яким була раніше. Вона готова постояти за себе.
Відразу після публікації книга підкорила серця багатьох читачів та опинилась у списках бестселерів New York Times та Wall Street Journal. Натхненна успіхом, письменниця продовжила роботу над цією тематикою та випустила книгу «До тебе», де читачі мали змогу ознайомитись з цією ж історією, проте від лиця самого хлопця-кривдника. Згодом ці роботи перетворились на цілу серію книг під назвою «Втрачена дружба» (англ. Fall Away).
Найбільшу популярність здобула літературна серія Пенелопи Дуглас — цикл книг «Диявольська ніч», жанр яких визначають як дарк-роман. Серія містить книги, п'ять з яких є в українському перекладі під назвою «Зіпсований», «Схованка», «Конклав», «Вимикач» та «Сутінки», а також ще не  перекладену «Fire Night». На сторінках своїх дорослих романів авторка любить порушувати правила й виводити читача із зони комфорту.